# Santa Eufémia de Prazins
Santa Eufémia de Prazins ist eine Gemeinde im Norden Portugals.
Santa Eufémia de Prazins gehört zum Kreis Guimarães im Distrikt Braga, besitzt eine Fläche von 2,23 km² und hat 1267 Einwohner (Stand 19. April 2021). Die Gemeinde ist überwiegend städtisch geprägt.